# Station Kawachi-Katakami
Station Kawachi-Katakami (河内堅上駅,  Kawachi-Katakami-eki) is een spoorwegstation in de Japanse stad Kashiwara. Het wordt aangedaan door de Yamatoji-lijn. Het station heeft twee sporen, gelegen aan twee zijperrons. 

## Treindienst

### JR West
| 1 | ■ Yamatoji-lijn | richting Ōji en Nara                |
| 2 | ■ Yamatoji-lijn | richting Tennōji, JR Namba en Ōsaka |

## Geschiedenis
Het station werd geopend in 1927, maar sinds 1911 was er reeds een seinhuis aanwezig. 

## Stationsomgeving
- Yamato-rivier

(Kansai-lijn<<) Kamo · Kizu · Narayama · Nara · Kōriyama · Yamato-Koizumi · Hōryūji · Ōji · Sangō · Kawachi-Katakami · Takaida · Kashiwara · Shiki · Yao · Kyūhōji · Kami · Hirano · Tōbu-Shijō-mae · Tennōji · Shin-Imamiya · Imamiya (>>Osaka-ringlijn) · JR Namba